# Copa del Món Femenina de Futbol Sub-17
La Copa del Món Femenina de Futbol Sub-17 és una competició internacional organitzada per la FIFA que juguen futbolistes menors de 17 anys i que se celebra cada dos anys des de 2008. Aquest torneig es va crear per a impulsar el futbol femení i portar-lo al mateix nivell del futbol masculí.
Fins ara, s'han disputat set edicions, sent campiones les seleccions d'Espanya (2 títols), Corea del Nord (2 títols) el Japó (1 títol), Corea del Sud (1 títol) i França (1 títol).

## Classificació
Hi participen un total de 16 equips. A excepció del país amfitrió, els 15 equips restants participen en un procés classificatori dins de cadascuna de les confederacions continentals, les quals organitzen diversos tornejos juvenils femenins. La distribució de les places per confederació és la següent:
| Confederació | Eliminatòria                               | Places   |
| ------------ | ------------------------------------------ | -------- |
| AFC          | Campionat Sub-16 femení de la AFC          | 2 Places |
| CAF          | Campionat femení sub-17 de la CAF          | 3 Places |
| Concacaf     | Campionat Femení Sub-17 de la Concacaf     | 3 Places |
| CONMEBOL     | Campionat Sud-americà Femení Sub-17        | 3 Places |
| OFC          | Campionat femení Sub-17 de la OFC          | 1 Plaça  |
| UEFA         | Campionat Europeu Femení Sub-17 de la UEFA | 3 Places |

## Historial
| Any  | Seu               |                                       | Final                                 | Final                                 | Final                                 |                                       | Partit pel tercer lloc                | Partit pel tercer lloc                | Partit pel tercer lloc                |  |
|      |                   |                                       | Campió                                | Resultat                              | Subcampió                             |                                       | Tercer Lloc                           | Resultat                              | Quart Lloc                            |  |
| 2008 | Nova Zelanda      |                                       | Corea del Nord                        | 2 - 1 (pr.)                           | Estats Units                          |                                       | Alemanya                              | 3 - 0                                 | Anglaterra                            |  |
| 2010 | Trinitat i Tobago | Corea del Sud                         | 3 - 3 (5 - 4 p.)                      | Japó                                  | Espanya                               | 1 - 0                                 | Corea del Nord                        |                                       |                                       |  |
| 2012 | Azerbaidjan       | França                                | 1 - 1 (7 - 6 p.)                      | Corea del Nord                        | Ghana                                 | 1 - 0                                 | Alemanya                              |                                       |                                       |  |
| 2014 | Costa Rica        | Japó                                  | 2 - 0                                 | Espanya                               | Itàlia                                | 4 - 4 (2 - 0 p.)                      | Veneçuela                             |                                       |                                       |  |
| 2016 | Jordània          | Corea del Nord                        | 0 - 0 (5 - 4 p.)                      | Japó                                  | Espanya                               | 4 - 0                                 | Veneçuela                             |                                       |                                       |  |
| 2018 | Uruguai           | Espanya                               | 2 - 1                                 | Mèxic                                 | Nova Zelanda                          | 2 - 1                                 | Canadà                                |                                       |                                       |  |
| 2020 | Índia             | Suspès per la pandèmia de la Covid-19 | Suspès per la pandèmia de la Covid-19 | Suspès per la pandèmia de la Covid-19 | Suspès per la pandèmia de la Covid-19 | Suspès per la pandèmia de la Covid-19 | Suspès per la pandèmia de la Covid-19 | Suspès per la pandèmia de la Covid-19 | Suspès per la pandèmia de la Covid-19 |  |
| 2022 | Índia             | Espanya                               | 1 - 0                                 | Colòmbia                              |                                       | Nigèria                               | 3 - 3 (3 - 2 p.)                      | Alemanya                              |                                       |  |

## Palmarès
| Equip          | Campió         | Subcampió      | Tercer lloc    | Quart lloc     |
| -------------- | -------------- | -------------- | -------------- | -------------- |
| Espanya        | 2 (2018, 2022) | 1 (2014)       | 2 (2010, 2016) |                |
| Corea del Nord | 2 (2008, 2016) | 1 (2012)       |                | 1 (2010)       |
| Japó           | 1 (2014)       | 2 (2010, 2016) |                |                |
| Corea del Sud  | 1 (2010)       |                |                |                |
| França         | 1 (2012)       |                |                |                |
| Estats Units   |                | 1 (2008)       |                |                |
| Mèxic          |                | 1 (2018)       |                |                |
| Colòmbia       |                | 1 (2022)       |                |                |
| Alemanya       |                |                | 1 (2008)       | 2 (2012, 2022) |
| Ghana          |                |                | 1 (2012)       |                |
| Itàlia         |                |                | 1 (2014)       |                |
| Nova Zelanda   |                |                | 1 (2018)       |                |
| Nigèria        |                |                | 1 (2022)       |                |
| Veneçuela      |                |                |                | 2 (2014, 2016) |
| Anglaterra     |                |                |                | 1 (2008)       |
| Canadà         |                |                |                |                |